# Jorge Alberto Boffi
Jorge Alberto Boffi (1917 - 2002) fue un militar argentino con el grado de vicealmirante.

## Reseña
Fue un oficial naval egresado de la Escuela Naval con la promoción 66. Al llegar al almirantazgo, fue jefe del Estado Mayor Conjunto (JEMCO) entre 1966 y 1967, entre otros destinos. Fue después secretario del Consejo Nacional de Seguridad (CONASE) desde fines de 1969 hasta mediados de 1970 bajo la presidencia de Juan Carlos Onganía. También fue presidente del Instituto Nacional de Vitivinicultura entre 1970 y 1973 bajo los gobiernos de Roberto Marcelo Levingston y Alejandro Agustín Lanusse.
Vio el pase a retiro y entre 1982 y 1983 fue un integrante de la llamada "Comisión Rattenbach" creada para la investigación de las responsabilidades en el Conflicto del Atlántico Sur.